# ウィル・キャンベル (アメリカンフットボール)
ウィル・キャンベル（Will Campbell, 2004年1月6日 - ）は、アメリカ合衆国ルイジアナ州モンロー出身のアメリカンフットボール選手。ポジションはオフェンシブタックル。

## 経歴

### ハイスクール
ネビル高等学校ではレフトタックルを務めて5つ星評価を受け、LSUへ進学した。

### カレッジ
1年目の2022年シーズンから先発を務め、オールSECセカンドチームに選出された。
2023年シーズンはオールSECファーストチームに選出された。
2024年シーズンはオールアメリカンファーストチームに選出された。シーズン終了後、2025年のNFLドラフトにアーリーエントリーした。
| 6 ft 5+7⁄8 in (198 cm)      | 319 lb (145 kg) | 32+5⁄8 in (83 cm) | 9+1⁄2 in (24 cm) | 4.98 s | 1.76 s | 2.92 s | 32.0 in (81 cm) | 9 ft 5 in (2.87 m) |
| All values from NFL Combine |                 |                   |                  |        |        |        |                 |                    |